# Willie Mack
Willie Mack, (eigentlich William McClinton Jr.; * 5. Januar 1987 in St. Louis, Missouri) ist ein US-amerikanischer Profi-Wrestler, der seit seinem Debüt im Jahr 2006 in zahlreichen Wrestling-Promotions aktiv ist. Der 178 cm große und 127 kg schwere Athlet zeichnet sich durch eine bemerkenswerte Kombination aus Kraft und Agilität aus, die ihm trotz seiner kräftigen Statur den Ruf eines dynamischen High-Flyers eingebracht hat.
Im Laufe seiner fast zwanzigjährigen Karriere trat Mack für renommierte Promotions wie Impact Wrestling, wo er die X-Division Championship gewann, sowie für All Elite Wrestling (AEW), Ring of Honor (ROH), Lucha Libre AAA Worldwide und zahlreiche unabhängige Promotions auf. Unter dem Spitznamen „Chocolate Thunder“ bekannt, hat sich Willie Mack als vielseitiger Performer etabliert, der sowohl als Einzelwrestler als auch in Tag Teams überzeugen konnte und durch seine athletischen Fähigkeiten eine loyale Fangemeinde aufgebaut hat.

## Leben

### Karrierebeginn in der Independent-Szene
Willie Mack begann seine Wrestlingausbildung bereits während seiner Highschool-Zeit, setzte diese jedoch erst nach seinem Abschluss konsequent fort. Seine formelle Ausbildung erhielt er zunächst an Martin Marins WPW Training School in Anaheim, Kalifornien, wo er bei wöchentlichen Veranstaltungen im Anaheim Marketplace erste Erfahrungen sammelte. Auf der Suche nach weiterer professioneller Entwicklung wechselte Mack später zu Bart Kapitzkes AWS School in Industry, Kalifornien, und begann für die von der National Wrestling Alliance (NWA) sanktionierte Alternative Wrestling Show (AWS) zu kämpfen. Sein offizielles Debüt im professionellen Wrestling absolvierte er am 14. Mai 2006.
Bei AWS erregte er die Aufmerksamkeit von NWA-Produzenten und wurde zu Aufnahmen der NWA Wrestling Showcase eingeladen, wo er gegen etablierte Wrestler wie Adam Pearce, Joey Ryan und andere antreten durfte. Mack trat bei diesen Veranstaltungen auch als Teil eines Tag Teams mit seinem engen Freund und WPW-Absolventen Jerome Robinson auf. Im Jahr 2008 formierte er mit Eric Watts und Jerome Robinson die Gruppierung The Negro Division bei der Wrestling-Promotion Epic War. 
Eine bedeutende Phase seiner frühen Karriere begann 2009 mit seinem Debüt bei Mach One Wrestling (M1W). Am 5. Februar 2010 besiegte Mack zunächst Scorpio Sky in einem Match um die Anwartschaft auf den M1W-Heavyweight-Titel und qualifizierte sich für ein Ausscheidungsmatch am selben Abend. In diesem Vier-Mann-Elimination-Match setzte er sich gegen Joey Ryan, James Morgan und den damaligen Champion Bobby Marshall durch und gewann seinen ersten bedeutenden Titel. Seine Regentschaft als M1W-Heavyweight-Champion dauerte über ein Jahr, bis er den Titel am 5. März 2011 in einem weiteren Vier-Mann-Match an James Morgan verlor.
Parallel dazu begann Mack 2009 auch für Championship Wrestling from Hollywood (CWFH) anzutreten. Ein bemerkenswerter Erfolg war sein Sieg über Claudio Castagnoli (später bekannt als Cesaro in der WWE) im Oktober 2010. Im Juni 2012 konnte er den NWA International Television Titel von Scorpio Sky gewinnen und verteidigte ihn fast ein Jahr lang, bevor er ihn im März 2013 an Tyler Cintron verlor. Zwar gewann er den Titel im Juni zurück, musste ihn jedoch bereits im Juli wieder an Joey Ryan abgeben. Ein weiterer Höhepunkt war sein Sieg beim Championship Wrestling from Hollywood Red Carpet Rumble am 15. Juni 2014, bei dem auch Veteranen wie Matt Striker, X-Pac und Jake „The Snake“ Roberts teilnahmen.
Macks Engagement bei Pro Wrestling Guerrilla (PWG) begann am 11. Dezember 2010 mit einem Sieg über Peter Avalon. Bemerkenswert ist, dass er vor seiner aktiven Karriere selbst PWG-Shows als Fan besuchte, wie in DVD-Kommentaren erwähnt wurde. In der Folgezeit etablierte er sich mit Siegen über namhafte Wrestler wie Kevin Steen (später Kevin Owens in der WWE) und Chris Hero. Bei der Battle of Los Angeles 2011 erreichte Mack das Halbfinale, wo er gegen den späteren Turniersieger El Generico (später Sami Zayn) ausschied. Im Jahr 2012 bildete er mit El Generico das Team 2 Husky Black Guys beim Dynamite Duumvirate Tag Team Title Tournament und erreichte das Finale, unterlag dort jedoch den Super Smash Bros. (Player Uno und Stupefied). Am 21. Juli 2012 erhielt Mack bei Threemendous III, PWGs neunjähriger Jubiläumsveranstaltung, eine Chance auf die PWG-Weltmeisterschaft, konnte den Titelträger Kevin Steen jedoch nicht besiegen. Dieses Match markierte den Beginn einer Fehde mit Brian Cage, der in das Match eingriff. Mack bestritt sein letztes PWG-Match am 31. August 2014, ein 10-Mann-Tag-Team-Match, dass sein Team gewinnen durfte.

### Kurzzeitige Verpflichtung bei der WWE
Im Jahr 2014 unterzeichnete Willie Mack einen Entwicklungsvertrag mit der WWE. Wie PWInsider berichtete, wurde seine Verpflichtung im Mai 2014 erstmals bekannt gegeben, wobei verschiedene Quellen unterschiedliche Zeitpunkte für die offizielle Vertragsunterzeichnung anführen. Nach eigenen Angaben unterschrieb Mack bereits im Februar 2014 einen sechsmonatigen Vertrag mit der Promotion. Er verabschiedete sich während der dreitägigen Veranstaltung PWG Battle Of Los Angeles 2014 von seinen Fans in der Independent-Szene und kündigte an, dass er im September 2014 mit dem Training im WWE Performance Center beginnen würde. Nach einem Dementi über frühere Vertragsunterzeichnungen datierte die WWE diese auf den 1. September 2014, nachdem Mack die erforderlichen medizinischen Untersuchungen bestanden hatte. Allerdings wurde der Vertrag bereits am 13. Oktober 2014 aufgelöst, ohne dass Mack jemals sein Debüt für die WWE geben oder auch nur einen Fuß ins Performance Center setzen konnte. Als Grund für die Entlassung wurden medizinische Bedenken bezüglich seines Knies und seines Blutdrucks angeführt. In einem späteren Interview erklärte Mack: „Sie sagten, sie waren unzufrieden damit, wie der Arzt eines meiner Testergebnisse interpretiert hatte, insbesondere in Bezug auf meinen Blutdruck und den Zustand eines meiner Knie,“ und fügte hinzu, dass er die Situation als verwirrend empfand, da er einen Vertrag unterzeichnet hatte und kurz vor seinem Umzug stand, als ihm mitgeteilt wurde, nicht zu kommen. Nach dieser kurzen, erfolglosen Verbindung mit der WWE kehrte Mack zur Independent-Szene zurück und setzte seine Karriere bei verschiedenen Promotions fort.
Sie sagten, dass es ihnen nicht gefiel, wie der Arzt eines meiner Testergebnisse las, wie mein Blutdruck war und wie sich eines meiner Knie anfühlte.

### Durchbruch beiLucha Underground

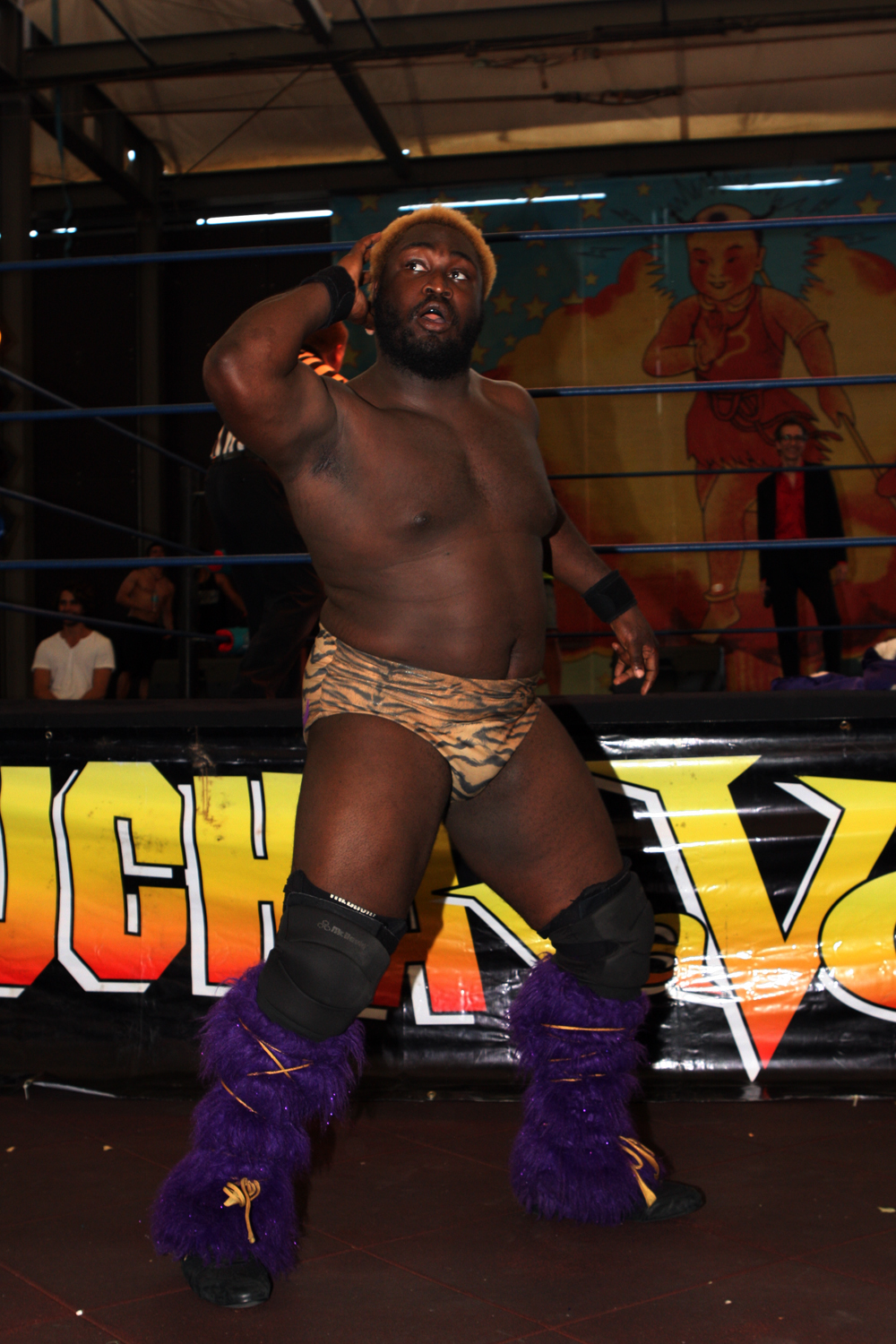
Willie Mack bei Lucha vaVoom, Big Day Out, in Sydney, Australien (2013)

Willie Mack erlebte seinen Durchbruch bei der von der mexikanischen Promotion Lucha Libre AAA Worldwide kreierten Wrestling-Show Lucha Underground des El Rey Network. Im Februar 2015 berichtete die Wrestling-Website WrestlingCorner.de, dass Lucha Underground sich mit Willie Mack in Vertragsverhandlungen befand und er in der kommenden Staffel debütieren sollte. Sein Engagement bei Lucha Underground kam für Mack zu einem entscheidenden Zeitpunkt, denn wie das Wrestling-Portal SlamWrestling.net berichtete, hatte er nur wenige Tage zuvor die Nachricht erhalten, dass sein bereits unterschriebener WWE-Vertrag unerwartet aufgelöst worden war.
Bei Lucha Underground trat er unter dem Ringnamen „The Mack“ auf und wurde als Cousin des Charakters Big Ryck (dargestellt vom ehemaligen WWE-Wrestler Ezekiel Jackson) in die Storylines eingeführt. In der ersten Staffel nahm er an einem Turnier um die Lucha Underground Trios Championship teil, wo er zusammen mit Big Ryck und Killshot antrat, jedoch im Halbfinale ausschied.
Eine seiner bedeutendsten Fehden entwickelte sich mit dem Wrestler Brian Cage, nachdem dieser Mack hinterrücks attackiert hatte, um seinen Platz in einem Trios-Team mit Big Ryck und Daivari einzunehmen. Diese Rivalität führte zu einem beachtlichen Falls-Count-Anywhere-Match beim Season-Finale Ultima Lucha der ersten Staffel, bei dem Mack und Cage sich einen intensiven Kampf lieferten, der vom Publikum begeistert aufgenommen wurde. Die beiden setzten ihre Rivalität in der zweiten Staffel bei Ultima Lucha Dos fort, wo Mack Cage in einem weiteren Falls-Count-Anywhere-Match besiegen konnte. Zu Beginn der zweiten Staffel hatte Mack außerdem den debütierenden PJ Black (ehemals als Justin Gabriel in der WWE bekannt) mit seinem Finisher, dem Stunner, bezwungen. In der dritten Staffel gewann Mack das Battle-of-the-Bulls-Turnier, was ihm eine Chance auf die Lucha Underground Championship einbrachte. Er forderte Champion Johnny Mundo in einem All-Night-Long-Match (Iron-Man-Match) heraus, das eine ganze Episode füllte und nach einer unplanmäßigen viereinhalb-monatigen Sendepause der Serie ausgestrahlt wurde.

### Titelgewinn und -verteidigungen bei House of Hardcore
Willie Mack begann sein Engagement bei der Wrestling-Promotion House of Hardcore (HOH) im November 2017 und etablierte sich dort schnell als prominenter Performer. Am 6. April 2018 erreichte seine Karriere bei HOH einen ersten Höhepunkt, als er das Tournament um die neu geschaffene HOH Twitch Television Championship gewinnen konnte. Als amtierender Champion verteidigte Mack seinen Titel mehrfach erfolgreich, darunter gegen Sami Callihan beim Event Blizzard Brawl am 1. Dezember 2018 in Waukesha, Wisconsin. Bemerkenswert ist, dass Mack zu diesem Zeitpunkt parallel auch die NWA National Heavyweight Championship hielt, was seine Bedeutung im US-amerikanischen Independent-Szene unterstreicht.
Seine Titelregentschaft setzte sich 2019 fort, als er am 15. Juni bei einer gemeinsamen Veranstaltung von Chinlock Wrestling und HOH seinen Twitch Television Titel erfolgreich gegen Pepper Parks verteidigen konnte[3]. Mack repräsentierte HOH bis März 2020 und trat regelmäßig bei deren Veranstaltungen auf, was ihm einen festen Platz im Roster der Promotion sicherte. Seine gleichzeitige Präsenz in verschiedenen Wrestling-Promotions während dieser Periode – darunter HOH, NWA und später Impact Wrestling – verdeutlicht seine Rolle als gefragter Akteur in der Independent-Szene der späten 2010er Jahre.

### Kontroversen in der NWA
Im Oktober 2018 wechselte Willie Mack zur National Wrestling Alliance (NWA), wo er in der NWA 70th Anniversary Show die vakante NWA National Heavyweight Championship durch einen Sieg über Samuel Shaw gewann. Beim NWA Crockett Cup am 5. Januar 2019 verlor Mack seinen Titel an Colt Cabana, was später als Teil einer komplexen vertraglichen Situation bekannt wurde. Kurz vor dem Crockett Cup erhielt die NWA eine Unterlassungserklärung von Lucha Underground, die behauptete, dass Mack noch vertraglich an sie gebunden sei. Die NWA konnte mit Lucha Underground eine Vereinbarung erzielen, die es Mack ermöglichte, den Titel wie ursprünglich geplant an Cabana abzugeben.
Wenige Tage nach dem Titelwechsel wurde Macks mehrjährige Verpflichtung bei Impact Wrestling öffentlich bekannt gegeben. Diese Entwicklung führte zu Spannungen, wobei der damalige NWA World’s Heavyweight Champion Nick Aldis in einem später gelöschten Tweet andeutete, dass Mack von gewissen Parteien ausgenutzt worden sei. Aldis schrieb: „If you ever wanted to see the evidence of scheming carny wrestling BS, look no further. Sorry Willie. They took advantage of you.“ In der Wrestling-Branche wurde spekuliert, dass die Asistencia Asesoría y Administración (AAA) über Lucha Underground Einfluss auf Macks Wechsel zu Impact Wrestling genommen habe. In einem Interview äußerte sich Mack zu seiner Situation bei Lucha Underground zurückhaltend: „I’m not too sure about that because I hear one thing from one person and then another thing from someone else. I don’t know what to believe and go with the flow. As long as I’m still able to wrestle, I’m happy.“ Die NWA-Verantwortlichen zeigten sich unzufrieden, da sie nach eigener Auffassung Zeit und Ressourcen in Macks Karriereentwicklung investiert hatten. Im Mai 2022 verließ Mack schließlich auch Impact Wrestling aufgrund finanzieller Differenzen und kehrte zur Independent-Szene zurück.

### Impact Wrestling

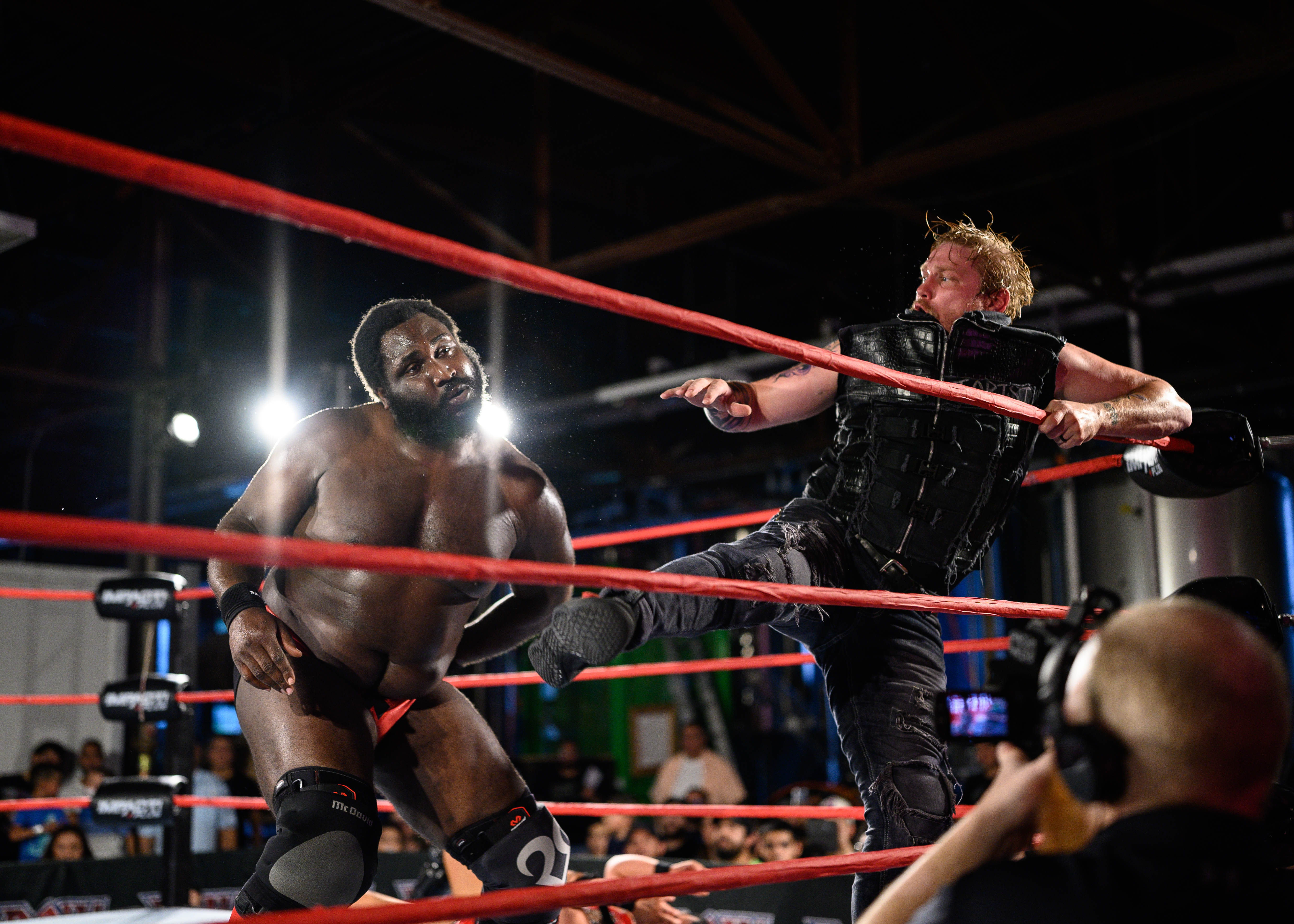
Willie Mack gegen Jake Crist beim Bash at the Brewery

Willie Mack prägte über vier Jahre lang die Landschaft von Impact Wrestling mit spektakulären Auftritten und bemerkenswerten Erfolgen. Seine Karriere bei der zweitgrößten amerikanischen Wrestling-Promotion war von bedeutenden Titelerfolgen und einer engen Zusammenarbeit mit anderen namhaften Wrestlern geprägt.
Willie Mack gab sein Debüt bei Impact Wrestling im Jahr 2018, als er an der Seite von Rich Swann ein Tag-Team formierte. Ihr erstes gemeinsames Match bestritten sie beim Event Bound for Glory 2018 gegen Matt Sydal und Ethan Page, das sie erfolgreich für sich entscheiden konnten. In den folgenden Monaten entwickelte sich eine enge Partnerschaft zwischen Mack und Swann, die zu verschiedenen Tag-Team-Matches und Titelchancen führte. Im Dezember 2018 traten Mack und Swann gegen die Lucha Brothers (Pentagón Jr. & Fénix) an, unterlagen jedoch in diesem Match. Das Team Mack/Swann verfolgte aktiv die Tag-Team-Titel, konnte diese jedoch trotz mehrerer Chancen nicht erringen.
Der größte Einzelerfolg von Willie Mack bei Impact Wrestling kam am 21. April 2020 beim Event Impact Rebellion Night One, als er Ace Austin im Kampf um den X-Division Titel besiegte. Das Match zeichnete sich durch spektakuläre Aktionen aus, darunter eine Sitout Powerbomb nach dem Abfangen von Austin in der Luft sowie ein modifizierter Stunner am Seilrand, gefolgt von einem Six Star Frog Splash für den Sieg. Nach seinem Titelgewinn feierte Mack mit seinem Tag-Team-Partner Rich Swann, der zu dieser Zeit verletzungsbedingt pausierte.
Mack verteidigte seinen Titel erfolgreich in mehreren Matches, bis er schließlich am 18. Juli 2020 bei Slammiversary gegen Chris Bey unterlag und seinen Titel nach nur 88 Tagen verlor. In den folgenden Monaten versuchte Mack wieder in die Titelszene zurückzukehren und bildete weiterhin ein Tag-Team mit Rich Swann. Beim Event Emergence im August 2021 erhielten Mack und Swann eine weitere Chance auf die Tag-Team-Titel in einem Three-Way-Match, konnten sich jedoch nicht durchsetzen. Eine weitere Gelegenheit auf die Tag-Team-Titel bot sich dem Duo bei Victory Road im September 2021 gegen die amtierenden Champions, die Good Brothers (Karl Anderson und Doc Gallows), doch auch diese Chance blieb ungenutzt.
Am 6. Mai 2022 gab Willie Mack über Social Media bekannt, dass er kein weiteres Vertragsangebot von Impact Wrestling angenommen habe und somit als Free Agent den Weg des Independent-Wrestlers einschlagen werde. In einem späteren Interview erklärte Mack, dass finanzielle Aspekte bei seinem Abschied eine entscheidende Rolle gespielt hätten, da Impact Wrestling ihm nicht die gewünschten Konditionen bieten konnte.

### Karriere seit 2022
Nach seinem Ausscheiden bei Impact Wrestling begann Willie Mack für verschiedene Promotions zu arbeiten. Im Jahr 2022 trat er bei Major League Wrestling (MLW) an, wo er bei MLW Fury Road am 27. August 2022 gegen Alex Hammerstone verlor. Später im selben Jahr, am 18. September, debütierte er offiziell bei MLW in einem Street-Fight-Match gegen Jacob Fatu in Atlanta. Für MLW Fury Road am 3. September 2023 wurde ein Titelmatch zwischen Mack und dem MLW World Heavyweight Champion Alex Kane angekündigt. Parallel dazu war Mack regelmäßig bei Lucha Libre AAA Worldwide zu sehen, unter anderem am 3. Juni 2023, als er gemeinsam mit Aramis gegen Parka Negra und Látigo gewann.
Seit 2023 steht Mack bei All Elite Wrestling (AEW) und ihrer Schwesterpromotion Ring of Honor (ROH) unter Vertrag, tritt dort jedoch nur sporadisch auf. Die Daten der Online-Wrestling-Datenbank www.CAGEMATCH.net zeigen, dass er zwischen Januar 2024 und März 2025 lediglich acht Matches für AEW/ROH bestritt. Eine aktivere Rolle hatte er bei Juggalo Championship Wrestling (JCW), wo er am 30. Oktober 2024 in einem Three-Way-Elimination-Match gegen Matt Cross und Mecha Wolf die JCW Heavyweight Championship gewann. Diesen Titel verteidigte er erfolgreich gegen verschiedene Herausforderer, darunter Matt Cross, Kenny King und Oddyssey.
Im Dezember 2024 geriet Mack in eine Kontroverse, als widersprüchliche Berichte über seine geplanten Auftritte bei Game Changer Wrestling (GCW) auftauchten. GCW-Quellen behaupteten, dass AEW Mack von den Shows abgezogen hätte aufgrund von kritischen Äußerungen des GCW-Wrestlers Effy über AEW-Präsident Tony Khan, während AEW-Quellen dies dementierten und von einem Missverständnis sprachen.
Bei ROH Final Battle am 20. Dezember 2024 nahm Mack an einem Multi-Man-Match teil, in dem er von Brian Cage eliminiert wurde. Am 1. März 2025 verlor er bei AEW Collision #82 gegen Wheeler Yuta durch Pinfall nach dem Busaiku Knee, woraufhin er nach dem Match von Jon Moxley attackiert wurde. Beim ROH Honor Club TV-Taping am 15. März 2025 in Las Vegas trat Mack gemeinsam mit The Sons Of Texas (Dustin Rhodes und Sammy Guevara) an und besiegte Johnny TV sowie die MxM Collection (Mansoor und Mason Madden), wurde jedoch nach dem Match von seinen Gegnern attackiert.
Am 23. März 2025 war Mack Gast in der AEW-YouTube-Show Hey! (EW) mit RJ City, wo er ausführlich über seine Wrestling-Karriere und persönliche Hintergründe sprach. Mack kehrte am 19. April 2025 zu Ring of Honor zurück, wo er gegen Dustin Rhodes in einem Match antrat, dessen Sieger eine Chance auf die ROH World Championship erhielt. In einer weiteren Episode von RJ Citys Show am 1. Mai 2025 teilte Mack Anekdoten über seine Begegnungen mit der Wrestling-Legende 2 Cold Scorpio. Im selben Monat trat er bei der ROH-Veranstaltung Spring Break & Bloodsport an, wo er seine JCW Heavyweight Championship gegen Caleb Konley verteidigte.

## Wrestling-Stil und Charakteristik

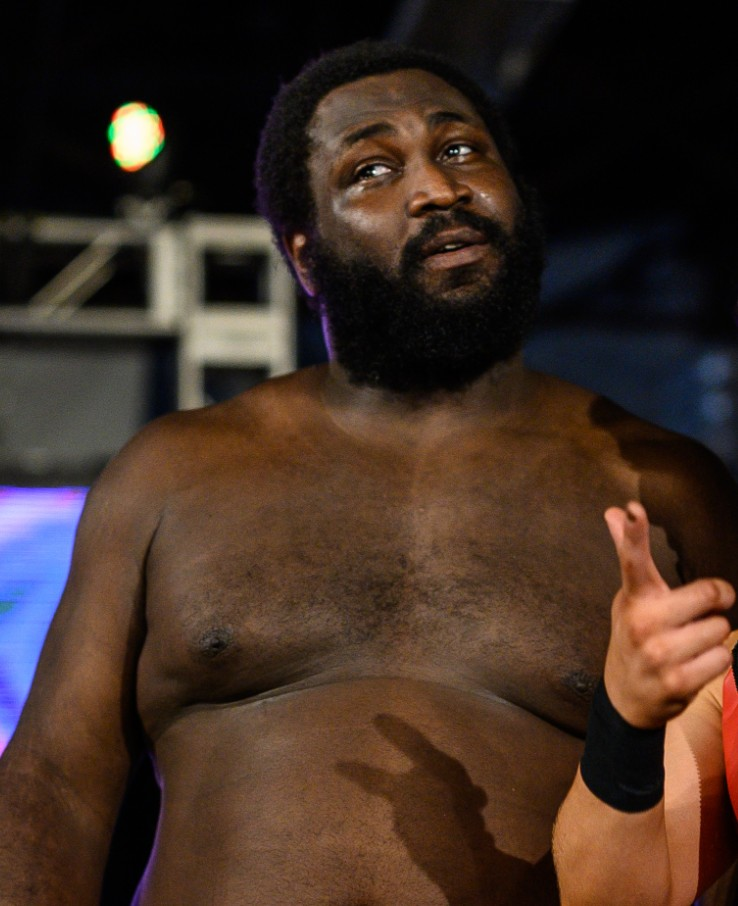
Willie Mack (2019)

Willie Mack ist für seinen einzigartigen Wrestling-Stil bekannt, der verschiedene Elemente traditioneller Wrestling-Kategorien kombiniert. Trotz seines Gewichts von etwa 127 kg und seiner Größe von 178 cm zeigt er eine bemerkenswerte Agilität im Ring. Mack beschreibt seinen Stil selbst als bewusst konträr zu typischen Erwartungen: „Leute sehen mich und denken, ich werde sie herumwerfen und alles verlangsamen. Aber ich wurde schnell trainiert. Ich mag es, Rey Mysterio und all die kleinen Typen zu sehen, und auch die kraftvollen Wrestler, und ich habe das alles zu einem Stil vermischt.“ Diese ungewöhnliche Kombination aus Power-Moves und akrobatischen Elementen macht ihn zu einem vielseitigen Performer, dessen Repertoire sowohl den Six Star Frog Splash als auch kraftvolle Manöver wie die Chocolate Thunder Bomb (eine Scoop-Lift-Sitout-Powerbomb) umfasst.
In Interviews erklärte Mack, dass er bereits seit seiner Kindheit High-Flying-Moves praktizierte und sein Körper sich unabhängig vom Gewicht daran gewöhnt habe. Seine Wrestling-Ausbildung begann im Lucha-Libre-Stil, bevor er zum amerikanischen Wrestling überging und beide Stile mit japanischem Striking kombinierte. Trotz anfänglicher Ratschläge, einen langsameren Schwergewichts-Stil zu adaptieren, beharrte er auf seiner schnellen, explosiven Technik, die er aus seiner American-Football-Erfahrung in den Ring übertrug.
Als charismatischer Performer mit einem „mundschutzgefüllten Lächeln und einer entspannten Ausstrahlung“ trägt Mack oft auffällig farbige Trunks, die im Kontrast zu seiner kräftigen Statur und seinem Afro stehen. Unter den Spitznamen „Chocolate Thunder“ und „Milk Chocolate“ bekannt, nennt er Wrestling-Legenden wie Rey Mysterio, Bret Hart, Hulk Hogan, den Warrior, Booker T und Rob Van Dam als seine größten Einflüsse.

## Privatleben
William McClinton Jr. lebt seit mehreren Jahren in Las Vegas, Nevada. Seit 2013 befindet sich der Wrestler in einer Beziehung mit einer Partnerin, mit der er gemeinsam in Las Vegas wohnt. In seiner Heimatstadt ist Mack regelmäßig in „The Nerd“ anzutreffen, einer Einrichtung auf der Fremont Street, die Arcade-Spiele, Bowling und eine Bar mit einem Wrestling-Ring kombiniert.
Als Wrestler verbringt McClinton Jr. einen erheblichen Teil seiner Zeit auf Tour, wobei er nach eigenen Angaben den Lebensstil des ständigen Reisens zu schätzen weiß: „Ich wurde so aufgezogen, dass ich zu Shows fuhr, eine Show am Samstag machte und dann in einen anderen Staat fuhr, um eine weitere Show zu machen, sozusagen ein Doppelpack, und das ist für mich der spaßige Teil daran.“ Trotz seiner regelmäßigen Reisen betrachtet er Las Vegas als seinen festen Wohnsitz. Im März 2025 trat McClinton Jr. in der YouTube-Sendung Hey! (EW) auf, wo er unter anderem über seine Kindheit als „Crack Baby“ und seine Trainingszeit im High-School-Alter sprach.

## Titelregentschaften
| Titel                                                                          | von              | bis              | Dauer    |
| ------------------------------------------------------------------------------ | ---------------- | ---------------- | -------- |
| IWL Anarchy Championship                                                       | 11. April 2009   | 14. August 2009  | 125 Tage |
| M1W Heavyweight Championship                                                   | 5. Februar 2010  | 5. März 2011     | 393 Tage |
| CWFH International Television Championship                                     | 22. Juli 2012    | 17. März 2013    | 238 Tage |
| AWS Heavyweight Championship                                                   | 21. März 2015    | 26. August 2016  | 524 Tage |
| PWR Tag Team Championship mit El Ultimo Panda                                  | 28. Februar 2015 | 27. Februar 2016 | 364 Tage |
| Lucha Underground Trios Championship mit Killshot und Dante Fox / Son of Havoc | 26. Juni 2016    | 9. März 2018     | 621 Tage |
| HOH Twitch Television Championship                                             | 7. April 2018    | 14. März 2020    | 707 Tage |
| CWFH Heritage Heavyweight Championship                                         | 29. April 2018   | 14. Oktober 2018 | 168 Tage |
| The Crash Heavyweight Championship                                             | 3. November 2018 | 2. März 2019     | 119 Tage |
| NWA National Heavyweight Championship                                          | 21. Oktober 2018 | 27. April 2019   | 188 Tage |
| Impact X Division Championship                                                 | 21. April 2020   | 18. Juli 2020    | 88 Tage  |
| JCW Heavyweight Championship                                                   | 23. Februar 2024 | 16. August 2024  | 175 Tage |
| JCW Heavyweight Championship                                                   | 30. Oktober 2024 |                  |          |